# Otto Gakenholz

Otto Gakenholz

Willy Otto Karl Fritz Gakenholz (* 3. Februar 1890 in Hannover; † 10. November 1973 in Weyhausen) war ein deutscher Politiker (NSDAP).

## Leben und Wirken
Nach dem Besuch der Volksschule und der Bürgerschule II in Hannover schlug Gakenholz die mittlere Laufbahn im Reichspostdienst ein, wobei er zuletzt Postmeister in Isenhagen-Hankensbüttel war. Vom 1. April 1911 bis 31. März 1912 gehörte Gakenholz als Einjährig-Freiwilliger dem Füsilier-Regiment Nr. 73 in Hannover an. Von 1915 bis 1918 nahm er am Ersten Weltkrieg teil, in dem er bis zum Leutnant der Reserve befördert und mit dem Eisernen Kreuz II. Klasse ausgezeichnet wurde.
Im Kaiserreich war Gakenholz Mitglied der antisemitischen Deutschsozialen Partei und einem Hammerbund. Die im Reich verteilten sogenannten Hammerbünde wurden 1912 zum Reichshammerbund zusammengefasst. In der Weimarer Republik wurde er 1919 Mitglied im Deutschvölkischen Schutz- und Trutzbund. 1924 war er im Völkisch-Sozialen Block aktiv, einer Ersatzorganisation der damals verbotenen NSDAP.
Zum 13. Juni 1927 trat Gakenholz in die NSDAP ein (Mitgliedsnummer 63.142). In der Partei übernahm er im Kreis Isenhagen Aufgaben als Obmann des Untersuchungs- und Schlichtungsausschusses, als Kreispressewart, als Kreisfachberater für Beamtenfragen sowie als Propagandaleiter.
Nach der Machtübertragung an die Nationalsozialisten war Gakenholz 1933 vorübergehend Gaugeschäftsführer in Osthannover. Von November 1933 bis Oktober 1936 amtierte Gakenholz als stellvertretender Gauleiter des Gaues Osthannover.
Im März 1933 wurde Gakenholz Mitglied des Preußischen Landtags, dem er bis zur Auflösung dieser Körperschaft im Herbst desselben Jahres angehörte. Anschließend saß er von November 1933 bis zum Mai 1938 als Abgeordneter im nationalsozialistischen Reichstag, in dem er den Wahlkreis 15 (Osthannover) vertrat. Im Mai 1938 war er erneut Kandidat für den Reichstag, erhielt aber kein Mandat. Im November 1939 verzog Gakenholz nach Danzig.